# シエラカップ

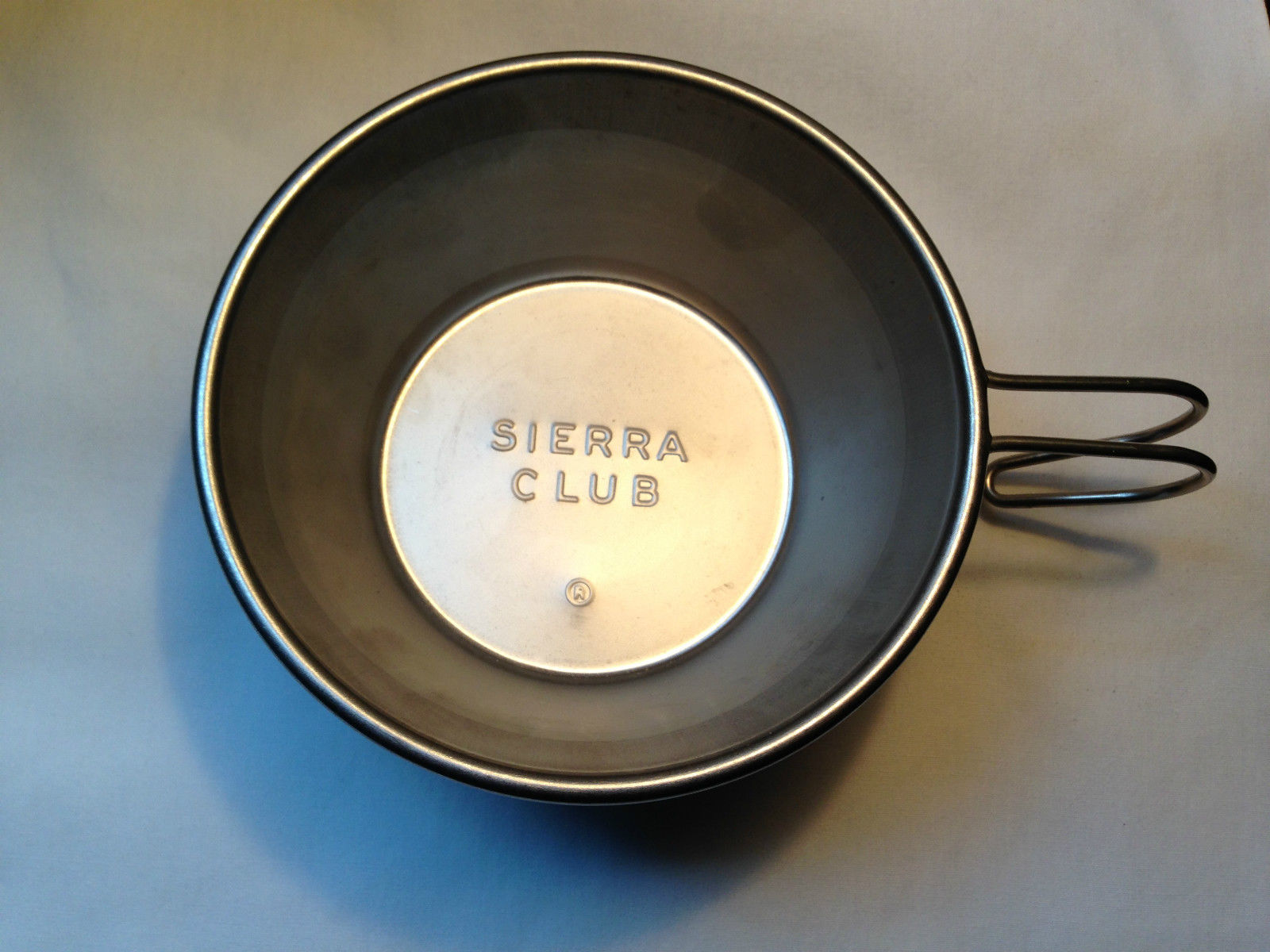
シエラカップ

シエラカップ（英語: Sierra cup）は、金属製のカップの一種である。登山などアウトドアの場において、簡便な炊事具や食器として愛用されている。
元来はシエラクラブにより制作されたシエラクラブカップ（Sierra club cup ）だが、あまりに人気が高いためシエラクラブの公式カップだけにとどまらず、同種の製品を各社が製造しており、アルミニウム製やチタン製の軽量モデルや、把手が折畳式のものも作られている。
把手は針金製でそのまま本体の周囲を一周しており、本体の縁が針金にかぶさる形に折り返して成形されている。直火にかけられるため、鍋兼食器として使用でき、荷物を最小限に済ませたい登山の場で愛用される。本体が把手と別体なので、直火にかけても把手が熱くなりにくい。普通のカップと比較して、口が広く底が浅いため安定が保たれ、不安定な場所でも転倒の危険が少ない。カラビナでバックパックに吊るすなど簡便に携帯でき、金属製のため壊れる心配がなく、かつ軽量であり、複数を重ねて持ち運べるため、荷物に制約のあるキャンプやトレッキングに使用されることが多い。